# Keyu Jin

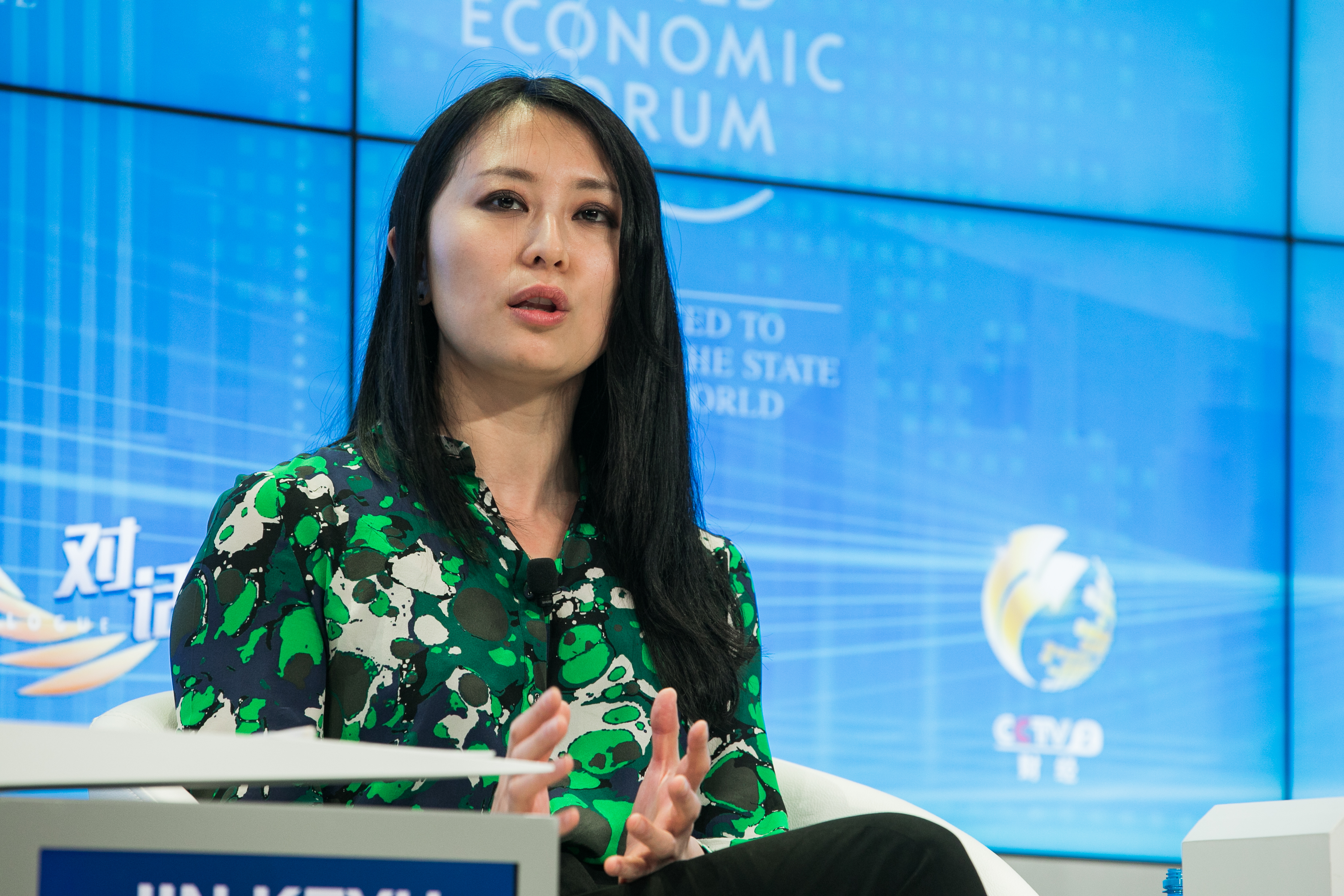
Keyu Jin im Januar 2018 beim Weltwirtschaftsforum in Davos

Keyu Jin (chinesisch 金刻羽, Pinyin Jīn Kèyǔ; * 1982 in Peking, Volksrepublik China) ist eine chinesische Ökonomin. Sie ist Professorin an der London School of Economics and Political Science und erhielt einen Ph.D. Abschluss an der Harvard University.

## Werdegang
Keyu Jin wurde 1982 als Tochter von Jin Liqun, dem früheren Finanzminister der VR China, der seit Januar 2016 als Präsident der Asiatischen Infrastrukturinvestmentbank amtiert, in Peking geboren. Im Alter von 14 Jahren zog sie nach New York City, um ihre Ausbildung in den Vereinigten Staaten zu beginnen. Ihr Studium der Wirtschaftswissenschaft schloss sie 2009 an der Harvard University ab. Im selben Jahr fing sie an, an der London School of Economics zu unterrichten. Währenddessen erhielt sie Gastprofessuren an der Yale University und der University of California, Berkeley.
Zu den von Jin beratenen Institutionen gehören unter anderem die Weltbank, der Internationale Währungsfonds und die Federal Reserve Bank of New York. Sie publiziert Kolumnen für die Financial Times sowie die South China Morning Post und verfügt ebenso über Erfahrung in der Zusammenarbeit mit Goldman Sachs, JPMorgan Chase und Morgan Stanley. Jin amtierte darüber hinaus als non-executive director bei Richemont und ab 2022 als board member bei der Credit Suisse.
Jins Forschungsschwerpunkte liegen auf makroökonomischen Entwicklungen, internationalen Finanzen und Handel, der Wirtschaft Chinas und nachhaltigem Wachstum in China.
Sie spricht neben Chinesisch auch Englisch und Französisch.